# Subespaço topológico
Em topologia, um subespaço topológico de um espaço X é um subconjunto de X munido da topologia relativa, definida a seguir.

## Topologia relativa
A topologia relativa ou induzida num subespaço S de um espaço topológico X é o conjunto das intersecções de S com os abertos de X.
Essa topologia é canônica no seguinte sentido: ela é a menor topologia de S para a qual a função inclusão {\displaystyle i:S\rightarrow X,i(s)=s\,} é contínua.
Menor tem um sentido preciso, como a interseção de todas as topologias possíveis de S que tornam i uma função contínua. Essa interseção é bem definida, porque a topologia discreta em S torna i (ou qualquer outra função) contínua.

## Hereditariedade
Algumas propriedades dos espaços topológicos passam para os seus subespaços:
- Um subespaço de um espaço finito é finito;
- Um subespaço de um espaço discreto é discreto;
- Um subespaço de um espaço separado é separado;
- Um subespaço fechado de um espaço compacto é compacto